# 2773 Brooks
A 2773 Brooks (ideiglenes jelöléssel 1981 JZ2) a Naprendszer kisbolygóövében található aszteroida. Carolyn Shoemaker fedezte fel 1981. május 6-án.